# Sony Music Publishing
Sony Music Publishing (anteriormente Sony/ATV Music Publishing) é a maior editora musical do mundo, tendo mais de cinco milhões de músicas possuídas ou administradas desde o final de março de 2021. Com sede nos Estados Unidos, faz parte do Sony Music Group, que é propriedade da Sony Entertainment. A empresa foi formada como Sony/ATV em 1995 pela fusão da versão original da Sony Music Publishing e da ATV Music, que pertencia ao artista Michael Jackson. Em 1985, Michael Jackson comprou a ATV Music, que incluía o catálogo de músicas da parceria Lennon e McCartney.
Em 2012, um consórcio de investidores liderado pela Sony/ATV Music Publishing adquiriu a EMI Music Publishing, se tornando o maior administrador de edições musicais do mundo, com uma biblioteca de mais de três milhões de músicas.
A empresa formou-se originalmente pela união da Sony of America com a ATV Music, de propriedade do cantor Michael Jackson. Cada uma das partes faturava metade dos direitos autorais das músicas do catálogo. Em 2016, os herdeiros do artista decidiram vender a sua participação de 50% no catálogo para a Sony, numa quantia avaliada em 750 milhões de dólares. Em 2019, Jon Platt tornou-se CEO e chairman da Sony/ATV; em agosto, a curadoria da editora e da Sony Music Entertainment foram unidas sob a cautela do recém-formado Sony Music Group.
Em abril de 2019, Jon Platt tornou-se CEO/presidente da Sony/ATV Music Publishing depois que o contrato do antigo CEO/presidente Martin Bandier expirou. Em agosto de 2019, a gestão da Sony/ATV Music Publishing e da Sony Music Entertainment foram fundidas no recém-formado Sony Music Group.

## História da ATV Music
A Associated Television (ATV) foi uma emissora de televisão britânica fundada em 1955 por Lew Grade. Nas duas décadas seguintes, a ATV se expandiu por meio de aquisições para se tornar um conglomerado de entretenimento com linhas de negócios na indústria fonográfica, edição de música e produção de filmes.
A ATV entrou na indústria da música em 1958, quando adquiriu 50% da Pye Records, uma gravadora britânica. A ATV então expandiu-se para edição musical em 1966, quando adquiriu 50% da New World Music e Jubilee Music, subsidiárias da Chappell & Co. A ATV também adquiriu os outros 50% da Pye Records, tornando-a uma subsidiária integral da ATV, incluindo a subsidiária de edição da Pye Records, Welbeck Music.

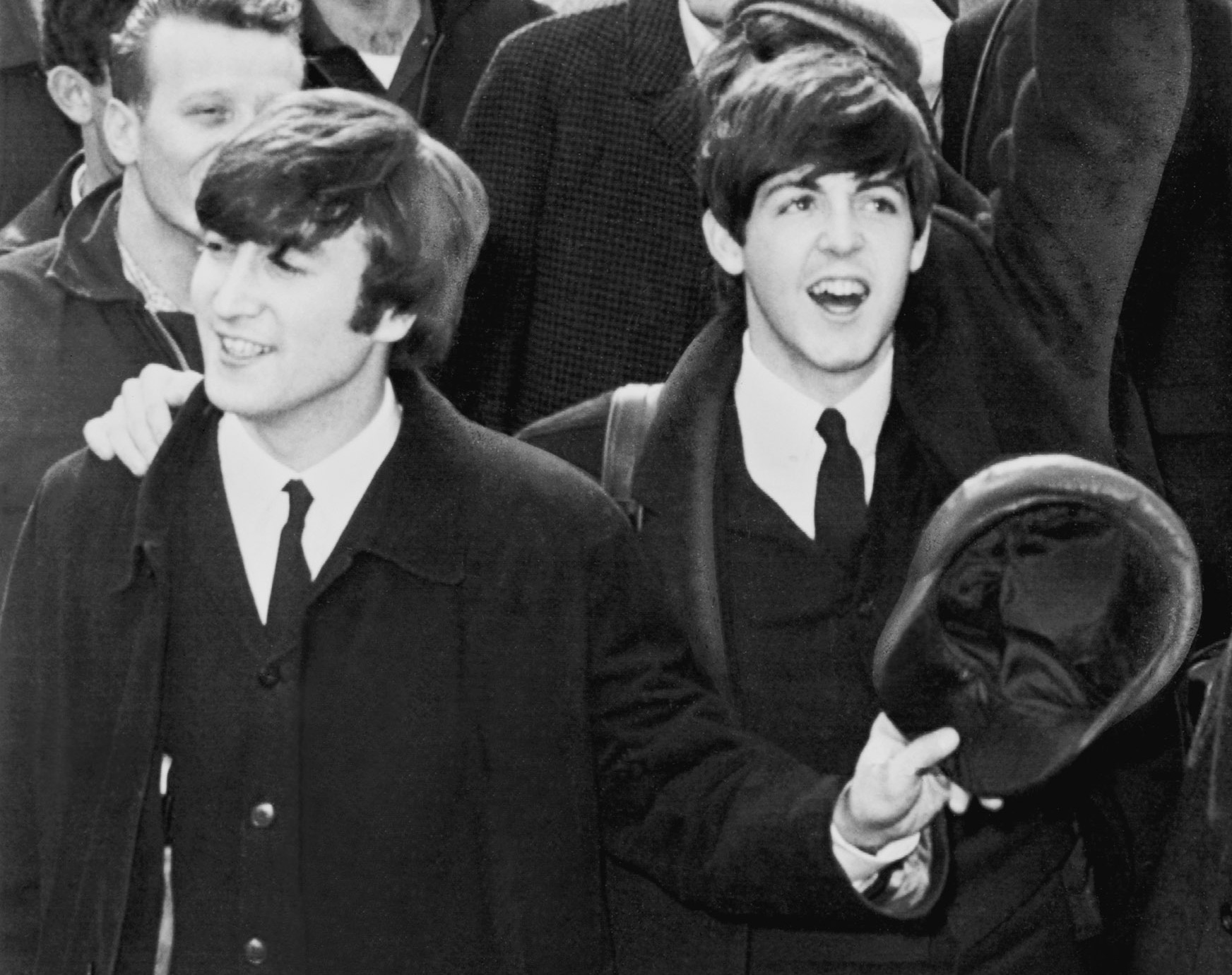
John Lennon e Paul McCartney tentaram adquirir o controle acionário da Northern Songs em 1969

A ATV adquiriu a Northern Songs, editora do catálogo de canções da parceria Lennon–McCartney, em 1969. O catálogo apresentava quase todas as canções escritas por John Lennon e Paul McCartney. A Northern Songs era copropriedade de John Lennon, Paul McCartney, Brian Epstein e Dick James, que possuía o controle acionário. Em 1969, Dick James se ofereceu para vender suas ações para a ATV. Lennon e McCartney então tentaram obter o controle acionário da empresa. Sua tentativa de obter o controle, parte de uma longa e acrimoniosa luta, falhou. O poder financeiro de Grade, seu adversário na guerra de lances, garantiu que as músicas escritas pelos dois Beatles passassem para o controle da ATV.
Em 1970, a ATV formou um empreendimento conjunto com a Kirshner Entertainment, chamada ATV-Kirshner Music. O contrato de parceria expirou no final de 1972, quando a ATV Music foi formada para administrar todos os interesses de edição da ATV, incluindo a Northern Songs. A ATV Music continuou sendo uma organização de sucesso na indústria musical ao longo dos anos 1970, em grande parte devido ao desempenho da Northern Songs. A ATV Music também firmou acordos de coedição com John Lennon e Paul McCartney, cujo contrato com a Northern Songs expirou em 1973.
Embora a ATV Music fosse bem-sucedida, sua empresa-mãe, agora conhecida como Associated Communications Corporation (ACC), começou a passar por dificuldades financeiras. De 1978 a 1981, os lucros da ACC diminuíram devido a perdas em sua divisão de filmes, e os preços das ações caíram drasticamente. O principal braço televisivo da ATV perdeu sua licença concedida pelo governo em sua então forma atual e foi reestruturado como Central Independent Television. Em 1981, Grade recebeu ofertas pela Northern Songs, despertando o interesse de vários licitantes. Paul McCartney, com a viúva de John Lennon, Yoko Ono, ofereceu 21 milhões de libras, mas a oferta foi recusada por Grade, que decidiu não vender Northern Songs separadamente depois que outros pretendentes — incluindo CBS Songs, EMI Music Publishing, Warner Communications, Paramount Pictures e Entertainment Co. —  mostraram interesse em comprar a ATV Music como um todo.
Enquanto isso, o empresário australiano Robert Holmes à Court havia adquirido ações da ACC e iniciou uma oferta pública de aquisição em janeiro de 1982. Grade renunciou ao cargo de presidente e foi substituído por Holmes à Court, que adquiriu com sucesso o controle acionário da empresa. Depois que Holmes à Court assumiu o controle da ACC, a ATV Music deixou de estar à venda.

### Venda da ATV Music para Michael Jackson

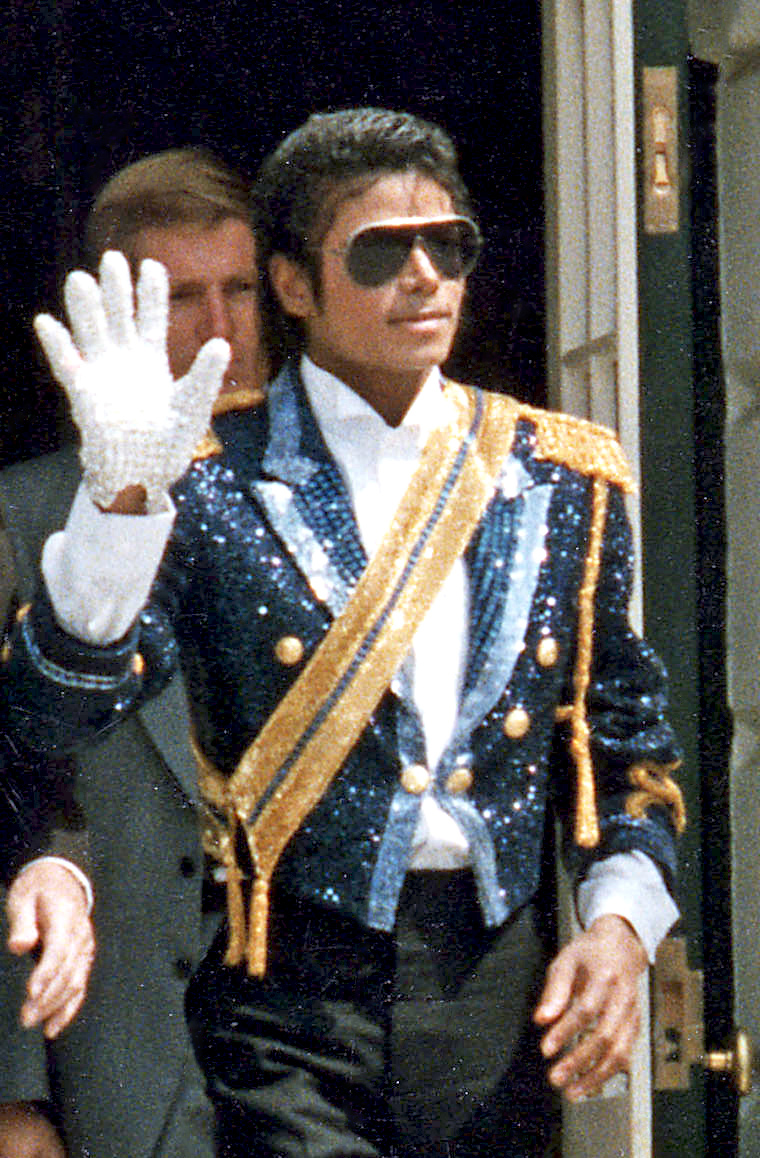
Michael Jackson adquiriu a ATV Music em 1985 e a fundiu com a Sony uma década depois

Em 1981, o cantor estadunidense Michael Jackson colaborou com Paul McCartney, escrevendo e gravando várias músicas juntos. Michael Jackson ficou na casa de Paul e sua esposa Linda durante as sessões de gravação, tornando-se amigo de ambos. Uma noite, enquanto estava à mesa de jantar, Paul McCartney trouxe um caderno grosso e encadernado exibindo todas as canções das quais ele possuía os direitos de edição. Michael Jackson ficava mais animado conforme examinava as páginas do caderno. Ele perguntou sobre como comprar músicas e como as músicas eram usadas. McCartney explicou que a edição musical era uma parte lucrativa do negócio da música. Michael Jackson respondeu dizendo a McCartney que iria comprar as músicas dos Beatles um dia. McCartney riu, dizendo "Ótimo. Boa piada."
Michael Jackson foi informado pela primeira vez que o catálogo da ATV estava à venda em setembro de 1984 por seu advogado, John Branca, que havia coordenado as aquisições anteriores de catálogos de Michael. Alertado sobre a concorrência que enfrentaria na compra de tais canções populares, Michael Jackson permaneceu resoluto em sua decisão de comprá-las. John Branca procurou o advogado de Paul McCartney para perguntar se o Beatle tinha a intenção de apresentar uma oferta. O advogado afirmou que não; era "muito caro". De acordo com Bert Reuter, que negociou a venda da ATV Music para Holmes à Court, "Tínhamos dado a Paul McCartney o primeiro direito de preferência, mas Paul não o queria naquele momento". A viúva de John Lennon, Yoko Ono, também foi contatada, mas também não entrou na licitação.
Os concorrentes na venda da ATV Music em 1984 incluíam a Entertainment Co. de Charles Koppelman e Marty Bandier, com sede em Nova Iorque, a Virgin Records, o magnata imobiliário de Nova Iorque Samuel J. LeFrak e o financista Charles Knapp. Em 20 de novembro de 1984, Michael Jackson fez uma oferta de 46 milhões de dólares para Holmes à Court. John Branca sugeriu o valor do lance depois de passar um tempo avaliando os ganhos do catálogo e sabendo de outro lance de 39 milhões de dólares. Michael Jackson estava interessado apenas nos direitos autorais da música, mas o pacote também incluía prédios, um estúdio de gravação e equipamentos de estúdio. Os dois lados assinaram um memorando de entendimento não vinculativo em dezembro de 1984 e a equipe de Michael Jackson iniciou um processo de quatro meses para verificar os documentos legais, relatórios financeiros e todas as composições significativas do catálogo de quase 4 000 canções da ATV Music.
Os dois lados começaram a redigir contratos em janeiro de 1985 e as reuniões de acompanhamento começaram em 16 de março. A equipe de Michael Jackson descreveu as negociações como frustrantes, com frequentes mudanças de posição por parte do vendedor. Um representante de Holmes à Court descreveu as negociações como um "jogo de pôquer". A equipe de Michael Jackson pensou ter chegado a um acordo várias vezes, mas novos licitantes entrariam em cena ou encontrariam novas áreas de debate. O acordo em perspectiva passou por oito rascunhos. Em maio de 1985, a equipe de Michael Jackson abandonou as negociações depois de gastar centenas de horas e mais de 1 milhão de dólares. Em junho de 1985, eles souberam que Koppelman/Bandier havia feito um acordo provisório com Holmes à Court para comprar o catálogo por 50 milhões de dólares.
Mas no início de agosto, Holmes à Court contatou Michael Jackson e as negociações foram retomadas. Michael Jackson apenas aumentou sua oferta para 47,5 milhões de dólares, mas teve a vantagem de poder fechar o negócio mais rapidamente, tendo concluído a diligência prévia da ATV Music antes de qualquer acordo formal. Ele também concordou em visitar a Austrália como convidado de Holmes à Court e aparecer no Channel Seven Perth Telethon. Holmes à Court incluiu mais alguns ativos e concordou em estabelecer uma bolsa de estudos em nome de Michael Jackson em uma universidade dos Estados Unidos. John Branca fechou o negócio e comprou a ATV Music em nome de Michael Jackson por 47,5 milhões de dólares em 10 de agosto de 1985. Em outubro de 1985, Michael Jackson cumpriu a cláusula de seu contrato de visitar Perth, Austrália Ocidental, e participar do Telethon, onde ele falou brevemente e conheceu duas crianças.
A única música dos Beatles no catálogo da Northern Songs que foi excluída da venda foi "Penny Lane", cujos direitos foram presenteados por Holmes à Court para sua então filha adolescente Catherine antes da venda, por ser sua música favorita dos Beatles.

### Reações à aquisição
Michael Jackson passou a usar as canções dos Beatles em vários comerciais, sentindo que isso permitiria que uma nova geração de fãs apreciasse a música. Paul McCartney, que havia usado o catálogo de músicas de Buddy Holly em comerciais, ficou triste. Em particular, foi relatado que Michael Jackson expressou exasperação com a atitude de Paul McCartney; ele sentiu que o músico deveria ter pago pelas canções que havia escrito. Na época, Paul McCartney era um dos artistas mais ricos do mundo, com um patrimônio líquido de 560 milhões de dólares e uma receita de royalties de 41 milhões. Michael Jackson afirmou: "Se ele não queria investir 47,5 milhões de dólares em suas próprias canções, então ele não deveria vir chorar para mim agora".
Aparecendo no Late Show with David Letterman logo após a morte de Michael Jackson em 2009, Paul McCartney falou sobre a aquisição das canções dos Beatles por Michael e o impacto disso em seu relacionamento (sic):
Alguém tinha que ter [as canções], eu suponho. O que aconteceu na verdade foi que comecei a ligar para ele. Eu pensei: OK, aqui está o cara historicamente colocado para finalmente dar um bom negócio a Lennon-McCartney. Porque nós assinamos quando tínhamos 21 anos ou algo assim em um beco em Liverpool. E o acordo continua o mesmo, embora tenhamos tornado esta empresa a mais famosa... extremamente bem-sucedida. Então eu continuei pensando, era hora de um aumento. Bem, você também iria querer um, você sabe. [David Letterman: Sim, acho que sim.] Mas eu conversei com ele sobre isso. Mas ele meio que me ignorou. Ele continuava dizendo: "Isso são apenas negócios, Paul." Você sabe. Então, "sim, é", e esperei por uma resposta. Mas nunca chegamos a isso. E eu fiquei pensando... Então nós meio que nos afastamos depois disso. Não houve uma grande discussão. Nós meio que nos separamos depois disso. Mas ele era um homem adorável, extremamente talentoso, e sentimos sua falta.
Ono ficou satisfeita por Michael Jackson ter adquirido a Northern Songs e chamou isso de "bênção". Falando em novembro de 1990, Ono declarou: "Homens de negócios que não são artistas não teriam a consideração que Michael tem. Ele adora as músicas. Ele é muito atencioso". Ela acrescentou que se ela e Paul McCartney fossem os donos das músicas, certamente haveria discussões. Ono explicou que nem ela nem Paul precisavam delas. “Se Paul conseguisse as músicas, as pessoas diriam: 'Paul finalmente conseguiu John'. E se eu conseguisse, eles diriam 'Oh, a Dragon Lady ataca novamente.'"
Pelo menos uma música dos Beatles foi regravada por Michael Jackson após adquirir os direitos editoriais: "Come Together" do álbum Abbey Road (composta principalmente por John Lennon) em 1986. A música foi gravada para o álbum Bad de Michael Jackson em 1987, mas foi descartada e lançada oito anos depois em HIStory: Past, Present and Future, Book I. Foi apresentada no filme Moonwalker de 1988 e também teve um vídeo oficial. Não se sabe se Michael Jackson regravou outras músicas, já que nenhum bootleg foi lançado.

## História da primeira versão da Sony Music Publishing
A Sony, que buscava se diversificar em música, filmes e jogos, adquiriu a CBS Records Inc. em janeiro de 1988, e mais tarde foi renomeada como Sony Music Entertainment Inc. Logo após a aquisição pela Sony, uma divisão de edição musical, a CBS Music Publishing, foi formada. A divisão de edição anterior da CBS Records, CBS Songs, foi vendida para a SBK Entertainment em 1986, e a SBK acabou sendo vendida para a EMI em 1989. Em busca de novas oportunidades, a Sony pretendia expandir seus interesses de edição de música. A CBS Records adquiriu a editora musical de Nashville Tree International Publishing em 1989. Além de acordos editoriais com artistas da Sony Music, outras aquisições incluíram o catálogo editorial Fred Fisher de 3 000 canções e a Chic Music, Inc. de Nile Rodgers

## Fusão da ATV Music com a Sony Music Publishing
Em 1995, a Sony ofereceu a Michael Jackson 110 milhões de dólares por uma participação de 50% em um empreendimento conjunto combinando a ATV e a Sony Music Publishing. Após reuniões organizadas às pressas e desacordos sobre o preço de venda, um acordo foi fechado por Michael Jackson durante um show em Tóquio. Michael Jackson basicamente vendeu metade da propriedade das canções dos Beatles e de outros por um grande lucro. As próprias canções de Michael Jackson, agrupadas no catálogo Mijac, não foram incluídas no acordo; esse catálogo permaneceu com a Warner/Chappell Music até 2012.
A nova empresa foi nomeada Sony/ATV Music Publishing e se tornou a segunda maior editora musical do mundo. Michael P. Schulhof, presidente e CEO da Sony Corporation of America, saudou a fusão e elogiou Michael Jackson por seus esforços no empreendimento. "Michael Jackson não é apenas o artista de maior sucesso da história; ele é também um empresário astuto. Michael entende a importância dos direitos autorais e o papel que eles desempenham na introdução de novas tecnologias." Ele acrescentou que Michael Jackson reconhece a "liderança da Sony no desenvolvimento e realização de novas tecnologias que servem para expandir o horizonte criativo de artistas como ele". A especialidade administrativa foi fornecida pela Sony, que nomeou Paul Russell como presidente. Michael Jackson era diretor da empresa e participava regularmente das reuniões do conselho. Como cada uma das partes no acordo detinha o poder de veto, ambos os lados teriam que concordar com uma decisão antes que ela pudesse ser tomada. Se uma das partes discordasse sobre as decisões, elas não seriam implementadas.
Em 2006, a Sony ganhou o controle operacional da Sony/ATV e obteve a opção de comprar metade da participação de Michael Jackson na empresa a qualquer momento por um preço fixo de 250 milhões de dólares.

### Aquisições de catálogos (2001–2007)
A Sony/ATV Music Publishing continuou a adquirir catálogos de músicas no século XXI.
Em novembro de 2001, a empresa assinou com o cantor country Tony Martin um acordo exclusivo de composição e coedição. Por meio do acordo, eles adquiriram o catálogo Baby Mae Music de Martin com 600 canções, que inclui "Third Rock from the Sun" de Joe Diffie e "Not on Your Love" de Jeff Carson.
Em julho de 2002, a Sony/ATV Music Publishing comprou a veterana editora de música country Acuff-Rose Music por 157 milhões de dólares. O empreendimento incluiu direitos editoriais de 55 000 canções country, incluindo músicas de Hank Williams, The Everly Brothers e Roy Orbison, e as gravações originais da extinto gravadora Hickory Records. A Sony/ATV reviveu a Hickory Records como a gravadora interna em 2007, com edição feita pela RED Distribution da Sony Music. A Sony/ATV também possui os gravações originais da Dial Records, Four Star Records e Challenge Records (1950-60).
Outra aquisição da empresa foi feita em 2007, quando a Sony/ATV comprou a Famous Music, uma editora musical com um catálogo de mais de 125 000 músicas, incluindo "Moon River" e "Footloose", por 370 milhões de dólares. O acordo, que foi procurado pela Viacom, incluiu que ela se responsabilizasse em pagar cerca de 30 milhões de dólares em dívidas da empresa adquirida. O catálogo de canções também inclui os sucessos de Eminem, Akon, Linda Perry, Björk, Shakira e Beck, bem como músicas de filmes lançados pelas divisões da Viacom Paramount Pictures (que havia fundado a Famous Music em 1928) e DreamWorks Pictures.

### Notáveis acordos de administração e editoriais
O provedor de partituras digitais Musicnotes.com anunciou em junho de 2006 que havia assinado um contrato editorial de longo prazo com a Sony/ATV Music Publishing. O Musicnotes.com produziria e venderia partituras digitais e tablaturas de guitarra para músicas do extenso catálogo da Sony/ATV. "Como editora musical, estamos sempre procurando maneiras novas e inovadoras de promover nossas músicas e compositores", anunciou o presidente e executivo-chefe da Sony/ATV, David Hockman, em comunicado.
Em 4 de agosto de 2008, A The Orchard fechou um acordo para distribuir globalmente e comercializar digitalmente o catálogo de música da Sony/ATV, que inclui: Sony Tree Productions, Hickory Records e Masters International.
Em 27 de junho de 2017, a Sony/ATV concordou em administrar os direitos de edição musical da empresa cinematográfica francesa EuropaCorp, logo após adquirir 1 500 direitos autorais musicais do estúdio. Outros grandes estúdios que dependem da administração da Sony/ATV incluem o estúdio irmão Sony Pictures (exceto o catálogo do estúdio de 1993-2012, que é propriedade da Anthem Entertainment), CBS e Showtime Networks (ambos desde a aquisição da Famous Music), Discovery, Inc., 20th Century Studios e Fox Entertainment, All3Media, Entertainment One, A+E Networks, Endemol Shine Group e Mattel.
Em 2020, a Sony Music/ATV formou uma parceria com a plataforma de licenciamento de música BeatStars, resultando na BeatStars Publishing, um serviço de administração online global para compositores e produtores independentes, que permite aos usuários registrar suas músicas e coletar royalties de administração editorial.

### Aquisição da EMI Publishing em 2012 e 2018
Em novembro de 2011, o Citigroup anunciou um acordo para vender a EMI em duas partes separadas. A música gravada foi para o Universal Music Group da Vivendi por 1,9 bilhões de dólares. A EMI Music Publishing foi para um consórcio liderado pela Sony/ATV por cerca de 2,2 bilhões de dólares. Outros membros do consórcio da Sony incluíam o Espólio de Michael Jackson (cerca de 10% de propriedade), o bilionário da mídia americana David Geffen, a empresa de investimentos americana Blackstone e o fundo de investimento estatal de Abu Dhabi, Mubadala. O acordo ganhou a aprovação da União Europeia em abril de 2012, com a condição de que alguns catálogos fossem vendidos. Os direitos globais de edição da Famous Music UK e Virgin Music foram vendidos para a BMG Rights Management em dezembro de 2012 por 150 milhões de dólares.
Embora a Sony/ATV tenha adquirido cerca de 30% da EMI Publishing, ela ofereceu uma contribuição financeira muito menor. Em troca, ela concordou em administrar todo o catálogo (incluindo o antigo catálogo de edição musical da CBS Songs/SBK Entertainment). A Sony/ATV tornou-se a maior administradora de editoras musicais do mundo, com mais de 3 milhões de músicas e receita estimada em mais de 1,25 bilhões de dólares por ano. Após a aquisição, três executivos da EMI se juntaram à equipe de liderança internacional da Sony/ATV: Guy Moon, presidente de criação do Reino Unido e da Europa; Susanna Ng, diretora administrativa da Ásia; e Clark Miller, vice-presidente executivo de negócios internacionais e oportunidades globais.
Desde 2012, a Sony/ATV administra a outra editora de Michael Jackson, a Mijac, que inclui canções escritas pelo próprio Michael Jackson (e outros), e que costumava ser administrada pela concorrente Warner/Chappell Music.
Em julho de 2018, a Sony/ATV comprou a participação de 10% do espólio de Michael Jackson na EMI por 287,5 milhões de dólares. Em novembro de 2018, a Sony adquiriu a participação acionária de 60% da Mubadala Investment Company na EMI Music Publishing por 2,3 bilhões, com base em um valor empresarial de 4,75 bilhões, sem oferecer quaisquer concessões à Comissão Europeia. As aquisições colocariam o catálogo da Columbia-Screen Gems novamente sob propriedade comum da Columbia Pictures, que vendeu os direitos para a EMI em 1976. Após essas transações, a Sony passou a deter 100% da EMI Music Publishing.

### Aquisição da participação de Michael Jackson pela Sony em 2016
Em setembro de 2016, a Sony adquiriu a participação do espólio de Michael Jackson na Sony/ATV em um negócio avaliado em cerca de 750 milhões de dólares. O espólio de Michael Jackson manteve a propriedade da Mijac Music, que detém os direitos das canções e gravações originais de Michael Jackson. A receita será colocada em um fundo para os filhos de Jackson.

### Propriedade das músicas dos Beatles
Em janeiro de 2017, Paul McCartney entrou com uma ação no tribunal de distrito dos Estados Unidos contra a Sony/ATV Music Publishing buscando recuperar a propriedade de sua parte no catálogo de músicas Lennon-McCartney a partir de 2018. De acordo com a lei de direitos autorais dos EUA, para obras publicadas antes de 1978, o autor pode reivindicar os direitos autorais atribuídos a uma editora após 56 anos. Paul McCartney e a Sony concordaram com um acordo confidencial em junho de 2017.

## Avaliação

### Valor relevante
Uma avaliação recente e relevante está ligada à aquisição da Sony da participação do espólio de Michael Jackson na empresa, concluída em 30 de setembro de 2016 por 750 milhões de dólares. Isso avalia a Sony/ATV entre 2,2 e 2,4 bilhões de dólares (incluindo dívidas).

### Estimativas anteriores
- Em 2002, a revista Forbes estimou que a participação de 50% de Michael Jackson na empresa, junto com outros empreendimentos de edição musical, valia 450 milhões de dólares.
- A organização foi avaliada em 700 milhões de dólares em 2003.
- Especialistas da indústria avaliaram o catálogo entre 600 milhões e 1 bilhão de dólares em 2004, com base nas vendas de catálogos rivais. Charles Koppelman, um veterano executivo da indústria musical, afirmou que 1 bilhão seria um valor mais adequado para a Sony/ATV Music Publishing. "Os compradores fariam fila ao redor do quarteirão se [a Sony/ATV] fosse colocada à venda", disse ele. "E eu estaria na frente da fila."
- Em 2005, o advogado de defesa de Michael Jackson, Thomas Mesereau, alegou que o catálogo de músicas havia sido avaliado entre 4 bilhões e 5 bilhões de dólares.
- Em 2007, os próprios documentos financeiros de Michael Jackson afirmavam que sua participação de 50% no catálogo valia 390,6 milhões de dólares, o que teria feito o catálogo inteiro valer 781,2 milhões.
- Em 2009, o valor da empresa foi estimado por Ryan Schinman, chefe da Platinum Rye, em 1,5 bilhões de dólares.